# Liste der Nummer-eins-Hits in Italien (1972)
Diese Liste der Nummer-eins-Hits basiert auf den Charts des italienischen Musikmagazins Musica e dischi im Jahr 1972. Es gab in diesem Jahr elf Nummer-eins-Singles und sieben Nummer-eins-Alben.

## Singles
| ← 1971 ← | Liste der Nummer-eins-Hits in Italien (M&D) | Liste der Nummer-eins-Hits in Italien (M&D) | Liste der Nummer-eins-Hits in Italien (M&D)                                     | 1973 → |
| \| Zeitraum \| Wo. ges. \| Interpret \| Titel Autor(en) \| Zusätzliche Informationen \| \| (Zeitraum, Wochen auf Platz eins, Interpret, Titel, Autor[en], zusätzliche Informationen) \| \| \| \| \| \| ----------------------------------------------------------------------------------------- \| -------- \| ------------------- \| ------------------------------------------------------------------------------- \| --------------------------------------------------------------------------------------------------------------------------------------------------------------------------------------------------- \| \| 51. Woche 1971 – 3. Woche 1972 5 Wochen \| 5 \| Lucio Battisti \| La canzone del sole Lucio Battisti, Mogol \| – \| \| 4.–10. Woche 7 Wochen \| 7 \| Nicola Di Bari \| Chitarra suona più piano Franca Evangelisti, Marcello Marrocchi, Nicola Di Bari \| Das Lied gewann den Wettbewerb Canzonissima 1971. \| \| 11.–17. Woche 7 Wochen \| 7 \| Delirium \| Jesahel Ivano Fossati, Oscar Prudente \| Die italienische Progressive-Rock-Band verdankte diesen Nummer-eins-Erfolg einem sechsten Platz beim Sanremo-Festival 1972; außerdem war das Lied Titelsong des Low-Budget-Western Arriva Eldorado. \| \| 18.–19. Woche 2 Wochen \| 2 \| Mina \| Grande, grande, grande Alberto Testa, Tony Renis \| – \| \| 20.–21. Woche 2 Wochen (insgesamt 9) \| 9 \| Lucio Battisti \| I giardini di marzo Lucio Battisti, Mogol \| – \| \| 22. Woche 1 Woche \| 1 \| Mina & Alberto Lupo \| Parole parole Leo Chiosso, Giancarlo Del Re, Gianni Ferrio \| Das Lied bildete die Schlussmelodie der dritten Ausgabe der Fernsehsendung Teatro 10, die vom Schauspieler Lupo und von Mina auch moderiert wurde. \| \| 23.–29. Woche 7 Wochen (insgesamt 9) \| 9 \| Lucio Battisti \| I giardini di marzo Lucio Battisti, Mogol \| – \| \| 30.–33. Woche 4 Wochen \| 4 \| Gianni Nazzaro \| Quanto è bella lei Daniele Pace, Mario Panzeri, Lorenzo Pilat \| Mit diesem Lied gewann der neapolitanische Sänger den Wettbewerb Un disco per l’estate 1972. \| \| 34.–36. Woche 3 Wochen \| 3 \| Dik Dik \| Viaggio di un poeta Riccardo Zara, Maurizio Vandelli \| Nach einem zehnten Platz bei Un disco per l’estate 1972 gelang der Band ein Nummer-eins-Hit. \| \| 37. Woche 1 Woche \| 1 \| Nomadi \| Io vagabondo Alberto Salerno, Damiano Dattoli \| Der dritte Beitrag aus Un disco per l’estate in Folge, der in diesem Jahr die Chartspitze erreichte: Im Wettbewerb war die Band damit vorletzte geworden. \| \| 38.–49. Woche 12 Wochen \| 12 \| Santo & Johnny \| Il padrino Nino Rota \| Nach dem Erfolg des Films Der Pate gelang dem Gitarrenduo mit seiner Version der Titelmusik des Films ein Nummer-eins-Hit. \| \| 50. Woche 1972 – 5. Woche 1973 8 Wochen \| 8 \| Claudio Baglioni \| Questo piccolo grande amore Claudio Baglioni, Antonio Coggio \| – \| |                                             |                                             |                                                                                 | |
| ← 1971 |                                             |                                             |                                                                                 | → 1973 → |
| Zeitraum | Wo. ges.                                    | Interpret                                   | Titel Autor(en)                                                                 | Zusätzliche Informationen |
| (Zeitraum, Wochen auf Platz eins, Interpret, Titel, Autor[en], zusätzliche Informationen) |                                             |                                             |                                                                                 | |
| 51. Woche 1971 – 3. Woche 1972 5 Wochen | 5                                           | Lucio Battisti                              | La canzone del sole Lucio Battisti, Mogol                                       | – |
| 4.–10. Woche 7 Wochen | 7                                           | Nicola Di Bari                              | Chitarra suona più piano Franca Evangelisti, Marcello Marrocchi, Nicola Di Bari | Das Lied gewann den Wettbewerb Canzonissima 1971. |
| 11.–17. Woche 7 Wochen | 7                                           | Delirium                                    | Jesahel Ivano Fossati, Oscar Prudente                                           | Die italienische Progressive-Rock-Band verdankte diesen Nummer-eins-Erfolg einem sechsten Platz beim Sanremo-Festival 1972; außerdem war das Lied Titelsong des Low-Budget-Western Arriva Eldorado. |
| 18.–19. Woche 2 Wochen | 2                                           | Mina                                        | Grande, grande, grande Alberto Testa, Tony Renis                                | – |
| 20.–21. Woche 2 Wochen (insgesamt 9) | 9                                           | Lucio Battisti                              | I giardini di marzo Lucio Battisti, Mogol                                       | – |
| 22. Woche 1 Woche | 1                                           | Mina & Alberto Lupo                         | Parole parole Leo Chiosso, Giancarlo Del Re, Gianni Ferrio                      | Das Lied bildete die Schlussmelodie der dritten Ausgabe der Fernsehsendung Teatro 10, die vom Schauspieler Lupo und von Mina auch moderiert wurde.                                                  |
| 23.–29. Woche 7 Wochen (insgesamt 9) | 9                                           | Lucio Battisti                              | I giardini di marzo Lucio Battisti, Mogol                                       | – |
| 30.–33. Woche 4 Wochen | 4                                           | Gianni Nazzaro                              | Quanto è bella lei Daniele Pace, Mario Panzeri, Lorenzo Pilat                   | Mit diesem Lied gewann der neapolitanische Sänger den Wettbewerb Un disco per l’estate 1972. |
| 34.–36. Woche 3 Wochen | 3                                           | Dik Dik                                     | Viaggio di un poeta Riccardo Zara, Maurizio Vandelli                            | Nach einem zehnten Platz bei Un disco per l’estate 1972 gelang der Band ein Nummer-eins-Hit. |
| 37. Woche 1 Woche | 1                                           | Nomadi                                      | Io vagabondo Alberto Salerno, Damiano Dattoli                                   | Der dritte Beitrag aus Un disco per l’estate in Folge, der in diesem Jahr die Chartspitze erreichte: Im Wettbewerb war die Band damit vorletzte geworden.                                           |
| 38.–49. Woche 12 Wochen | 12                                          | Santo & Johnny                              | Il padrino Nino Rota                                                            | Nach dem Erfolg des Films Der Pate gelang dem Gitarrenduo mit seiner Version der Titelmusik des Films ein Nummer-eins-Hit.                                                                          |
| 50. Woche 1972 – 5. Woche 1973 8 Wochen | 8                                           | Claudio Baglioni                            | Questo piccolo grande amore Claudio Baglioni, Antonio Coggio                    | – |

## Alben
| ← 1971 ← | Liste der Nummer-eins-Alben in Italien (M&D) | Liste der Nummer-eins-Alben in Italien (M&D) | Liste der Nummer-eins-Alben in Italien (M&D) | 1973 → |
| \| Zeitraum \| Wo. ges. \| Interpret \| Titel \| Zusätzliche Informationen \| \| (Zeitraum, Wochen auf Platz eins, Interpret, Titel, zusätzliche Informationen) \| \| \| \| \| \| ------------------------------------------------------------------------------ \| -------- \| ----------------- \| ---------------------------------------- \| ----------------------------------------------------------------------------------------------------------------------------------------------------------------------------- \| \| 51. Woche 1971 – 9. Woche 1972 11 Wochen \| 11 \| Fabrizio De André \| Non al denaro, non all’amore né al cielo \| Mit seinem fünften Studioalbum, einem Konzeptalbum nach der Gedichtsammlung Spoon River Anthology von Edgar Lee Masters, gelang dem Cantautore sein erstes Nummer-eins-Album. \| \| 10.–20. Woche 11 Wochen \| 11 \| Mina \| Mina \| – \| \| 21.–30. Woche 10 Wochen \| 10 \| Lucio Battisti \| Umanamente uomo: il sogno \| – \| \| 31.–40. Woche 10 Wochen \| 10 \| Mina \| Cinquemilaquarantatre \| – \| \| 41.–45. Woche 5 Wochen \| 5 \| Various Artists \| Il padrino \| Der Soundtrack zum Film Der Pate schaffte den Sprung an die Chartspitze. \| \| 46.–51. Woche 6 Wochen \| 6 \| Various Artists \| Arancia meccanica \| Auch der Soundtrack zu Uhrwerk Orange war ein Nummer-eins-Erfolg. \| \| 52. Woche 1972 – 22. Woche 1973 23 Wochen \| 23 \| Lucio Battisti \| Il mio canto libero \| – \| |                                              |                                              |                                              | |
| ← 1971 |                                              |                                              |                                              | → 1973 → |
| Zeitraum | Wo. ges.                                     | Interpret                                    | Titel                                        | Zusätzliche Informationen |
| (Zeitraum, Wochen auf Platz eins, Interpret, Titel, zusätzliche Informationen) |                                              |                                              |                                              | |
| 51. Woche 1971 – 9. Woche 1972 11 Wochen | 11                                           | Fabrizio De André                            | Non al denaro, non all’amore né al cielo     | Mit seinem fünften Studioalbum, einem Konzeptalbum nach der Gedichtsammlung Spoon River Anthology von Edgar Lee Masters, gelang dem Cantautore sein erstes Nummer-eins-Album. |
| 10.–20. Woche 11 Wochen | 11                                           | Mina                                         | Mina                                         | – |
| 21.–30. Woche 10 Wochen | 10                                           | Lucio Battisti                               | Umanamente uomo: il sogno                    | – |
| 31.–40. Woche 10 Wochen | 10                                           | Mina                                         | Cinquemilaquarantatre                        | – |
| 41.–45. Woche 5 Wochen | 5                                            | Various Artists                              | Il padrino                                   | Der Soundtrack zum Film Der Pate schaffte den Sprung an die Chartspitze. |
| 46.–51. Woche 6 Wochen | 6                                            | Various Artists                              | Arancia meccanica                            | Auch der Soundtrack zu Uhrwerk Orange war ein Nummer-eins-Erfolg. |
| 52. Woche 1972 – 22. Woche 1973 23 Wochen | 23                                           | Lucio Battisti                               | Il mio canto libero                          | – |

## Jahreshitparaden
| ← 1971 ← | Liste der Jahres-Nummer-eins-Hits in Italien (M&D) | Liste der Jahres-Nummer-eins-Hits in Italien (M&D)        | Liste der Jahres-Nummer-eins-Hits in Italien (M&D) | 1973 →   |
| \| Singles \| Position# \| Alben \| \| --------------------------------------------------------------------- \| --------- \| --------------------------------------------------------- \| \| Grande, grande, grande Mina Alberto Testa, Tony Renis \| 1 \| Umanamente uomo: il sogno Lucio Battisti \| \| Il padrino Santo & Johnny Nino Rota \| 2 \| Mina \| \| Imagine John Lennon \| 3 \| Non al denaro non all’amore né al cielo Fabrizio De André \| \| I giardini di marzo Lucio Battisti Lucio Battisti, Mogol \| 4 \| Cinquemilaquarantatre Mina \| \| Viaggio di un poeta Dik Dik Riccardo Zara, Maurizio Vandelli \| 5 \| Uomo di pezza Le Orme \| \| Io vagabondo Nomadi Alberto Salerno, Damiano Dattoli \| 6 \| Thick as a Brick Jethro Tull \| \| All the Time in the World Louis Armstrong John Barry, Hal David \| 7 \| Un gioco senza età Ornella Vanoni \| \| Noi due nel mondo e nell’anima Pooh Valerio Negrini, Roby Facchinetti \| 8 \| Imagine John Lennon \| \| Without You Nilsson Tom Evans, Peter Ham \| 9 \| Machine Head Deep Purple \| \| Un albero di trenta piani Adriano Celentano \| 10 \| Trilogy Emerson, Lake and Palmer \| |                                                    |                                                           |                                                    |          |
| ← 1971 |                                                    |                                                           |                                                    | → 1973 → |
| Singles | Position#                                          | Alben                                                     |                                                    |          |
| Grande, grande, grande Mina Alberto Testa, Tony Renis | 1                                                  | Umanamente uomo: il sogno Lucio Battisti                  |                                                    |          |
| Il padrino Santo & Johnny Nino Rota | 2                                                  | Mina                                                      |                                                    |          |
| Imagine John Lennon | 3                                                  | Non al denaro non all’amore né al cielo Fabrizio De André |                                                    |          |
| I giardini di marzo Lucio Battisti Lucio Battisti, Mogol | 4                                                  | Cinquemilaquarantatre Mina                                |                                                    |          |
| Viaggio di un poeta Dik Dik Riccardo Zara, Maurizio Vandelli | 5                                                  | Uomo di pezza Le Orme                                     |                                                    |          |
| Io vagabondo Nomadi Alberto Salerno, Damiano Dattoli | 6                                                  | Thick as a Brick Jethro Tull                              |                                                    |          |
| All the Time in the World Louis Armstrong John Barry, Hal David | 7                                                  | Un gioco senza età Ornella Vanoni                         |                                                    |          |
| Noi due nel mondo e nell’anima Pooh Valerio Negrini, Roby Facchinetti | 8                                                  | Imagine John Lennon                                       |                                                    |          |
| Without You Nilsson Tom Evans, Peter Ham | 9                                                  | Machine Head Deep Purple                                  |                                                    |          |
| Un albero di trenta piani Adriano Celentano | 10                                                 | Trilogy Emerson, Lake and Palmer                          |                                                    |          |